# Tillandsia kolbii
Tillandsia kolbii là một loài thuộc chi Tillandsia. Đây là loài bản địa của México.

## Hình ảnh

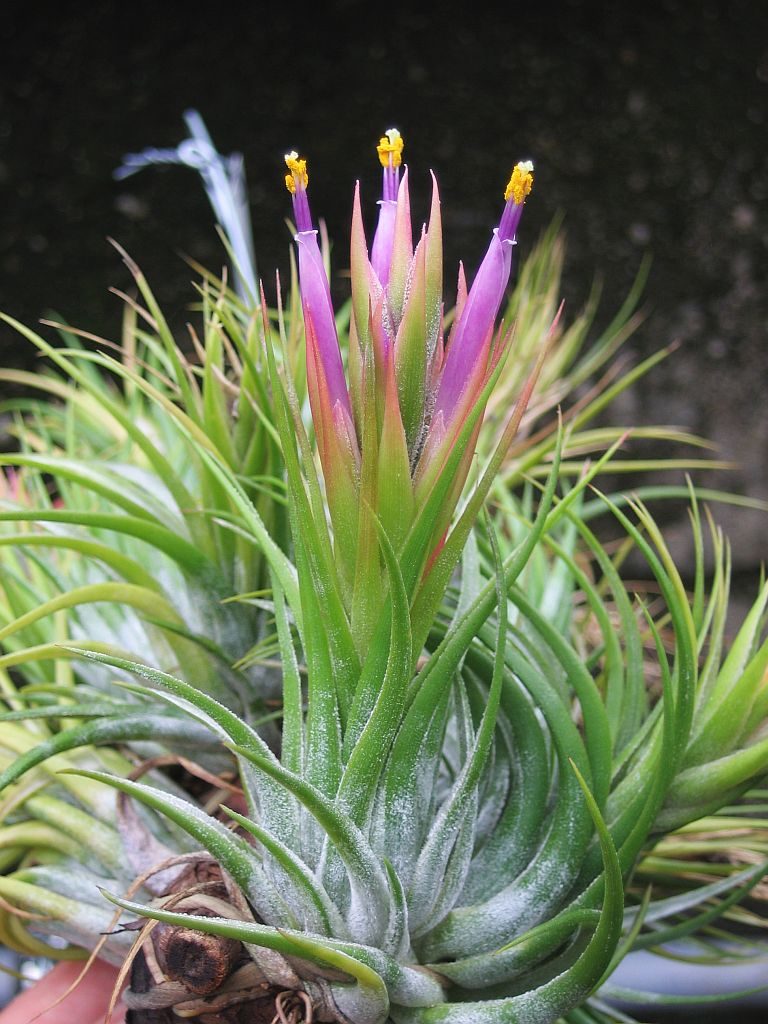

## Giống
- Tillandsia 'First Born'